# Мальцев, Терентий Семёнович
Тере́нтий Семёнович Ма́льцев (29 октября [10 ноября] 1895, Мальцево, Пермская губерния — 11 августа 1994, Мальцево, Курганская область) — селекционер и новатор сельского хозяйства СССР. Дважды Герой Социалистического Труда. Лауреат Сталинской премии. Участник Первой мировой войны.

## Биография
Терентий Мальцев родился 29 октября (10 ноября) 1895 года в бедной крестьянской семье в деревне Мальцево Кривской волости Шадринского уезда Пермской губернии, ныне село входит в Шадринский муниципальный округ Курганской области.
Родители, как и большая часть населения деревни, были старообрядцами-беспоповцами. Хозяйство их состояло из одной рабочей лошади и коровы. Отец, Семён Абрамович, не хотел, чтобы сын был грамотным человеком и не пускал его в церковно-приходскую школу, где была другая религия. Поэтому Терентий учился самостоятельно. Читал все книги, какие попадали к нему в руки и в дальнейшем постоянно занимался самообразованием. Его библиотека насчитывала около 6 тыс. томов.
До ухода в армию работал вместе с отцом.
20 марта (2 апреля)  1916 года приказано было явиться ратнику второго разряда Терентию Мальцеву для несения воинской службы в Русской императорской армии. Участник Первой мировой войны, служил в 51-м Сибирском стрелковом полку 13-й Сибирской стрелковой дивизии, воевал на Юго-Западном фронте. В 1917—1921 годах находился в плену в Германии, работал на сахарной фабрике около города Кведлинбурга. В 1919 году, вместе с другими военнопленными, создал русскую секцию при коммунистической партии Германии. будучи в плену, не забывал о земле, наблюдал, как в чужой стране ведутся полевые работы. И мучил его вопрос: «Почему у немцев хлеб растет лучше, хотя земля у них хуже нашей?».
12 февраля 1921 года вернулся из плена. В 1921—1924 годах работал председателем, а затем секретарем сельсовета в селе Мальцево. Был делегатом VI Шадринского уездного съезда Советов.
Выписал журнал «Сам себе агроном», «Крестьянскую газету», часто бывал на Шадринском опытном поле. Он одним из первых в Зауралье на основе результатов научных исследований заговорил о преимуществе поздних сроков посева, их пользе для борьбы с овсюгом, обработке жнивья без оборота пласта. Ранневесеннее боронование под посев позволило спровоцировать появление всходов полетая (овсюга), которые были уничтожены при посеве пшеницы. 
В 1925 году он организовал сельскохозяйственный кружок, потом с другими односельчанами создал товарищество по совместной обработке земли.
2 июня 1927 года из Ленинградского института прикладной ботаники получил посылку с 200 граммами пшеницы «Цезиум 111» и просьбой провести сортоиспытательные работы. Пшеница дала хороший урожай и была рекомендована для выращивания в Зауралье.
При организации в январе 1930 года колхоза «Заветы Ленина» (ныне ООО «Агро-Клевер») был единогласно избран полеводом, которым оставался до конца жизни. При вступлении в колхоз Терентий Мальцев внес семенное зерно, 16 пудов пшеницы «Цезиум 111». В первую же весну колхозники поддержали его предложения по раннему закрытию влаги для прорастания сорняка. А осенью намолотили по сто пудов с гектара. 
В 1931 году был в командировке в городе Козлове, где встречался с Мичуриным Иваном Владимировичем.
В 1935 году — делегат 2-го Всесоюзного съезда колхозников-ударников.
С 1939 года член ВКП(б), c 1952 года — КПСС.
В 1939, 1940, 1941 годах Мальцев участвовал во Всесоюзной сельскохозяйственной выставке СССР.
В феврале 1947 года на пленуме ЦК ВКП(б) рассказал о своем методе.
Мальцев последовательно отстаивал свои сроки посева в третьей декаде мая. Сразу после майских праздников 1948 года в колхозе появились два гостя — корреспондент и агроном областного земельного отдела, которые сделали замечание Мальцеву о том, что сев до сих пор не начат, на что полевод попытался ответить, как всегда, обоснованно. Но вскоре в областной газете появилась статья «Не в ладах с агротехникой», вызвавшая в районе переполох. Обвиняя колхоз «Заветы Ленина» в нарушении агротехнических правил и срыве весеннего сева, руководители предписали посеять пшеницу в указанные ими сроки. Мальцеву удалось отстоять лишь 170 га паров, которые он засеял после 20 мая. А на рано засеянных полях овсюг заглушил всходы пшеницы. То, что на паровых полях, посеянных позднее, вырос хороший урожай, не убедило бы руководство, ведь по пару это не так сложно. 25 мая Терентий запряг лошадей в конный лущильник и выехал в поле площадью 380 га, засеянное раньше времени. В шести местах лущильником он сделал своеобразные коридоры шириной в 2-3 прохода конной сеялки. На другой день засеял эти полосы той же пшеницей, которой они засевались в первый раз. Вскоре пшеница на них была в 2—3 раза выше той, что сеялась «по графику», и совсем без сорняков. Об этих полосках узнали в соседних районах и областях, стали приезжать посмотреть. Урожай на полосках был убран отдельно и составил 19 ц/га, в то время как на остальном поле – 4,7 ц/га. С этими результатами Мальцев обратился в Центральный комитет партии, который после изучения ситуации решительно поддержал его. 10 января 1949 года было принято Постановление ЦК, которое осуждало Шадринский райком ВКП(б) за шаблонное, неквалифицированное руководство делом борьбы за урожай. Накануне весеннего сева 1949 года бюро Курганского обкома партии приняло решение не устанавливать графиков районам по срокам посева. Решено было, что сроки сева должны устанавливать специалисты колхозов и совхозов с учетом особенностей весны.
27 марта 1950 года ЦК ВКП(б) принял постановление «О работе Курганского обкома ВКП(б)», в котором отмечалось, что обком партии не сделал правильных выводов из ранее принятого (10 января 1949 года) постановления «О руководстве Шадринского райкома ВКП(б) Курганской области сельским хозяйством района» (в котором особое внимание уделялось методам, разработанным Т. С. Мальцевым), неудовлетворительно осуществляет руководство сельским хозяйством, слабо ведёт работу по повышению культуры земледелия, недооценивает роль специалистов и недостаточно привлекает их к решению вопросов развития сельскохозяйственного производства. 7—8 апреля 1950 года пленум обкома партии обсудил постановление ЦК ВКП(б), принял его к неуклонному руководству и наметил мероприятия, направленные на ускорение подъёма сельского хозяйства. Пленум освободил Лобанова Владимира Васильевича от обязанностей первого секретаря Курганского обкома ВКП(б).
Распоряжением Совета Министров СССР от 29 июля 1950 года № 11698-Р и приказом Министерства сельского хозяйства СССР от 3 августа 1950 года № 1210 была создана Шадринская опытная станция в колхозе «Заветы Ленина» — «для проведения опытных работ лауреатом Сталинской премии товарищем Мальцевым Т. С.» со штатом из трех человек: директора, его заместителя и завхоза. Внизу стояла личная подпись Иосифа Виссарионовича Сталина.
C 1951 года разрабатывал безотвальную систему обработки почвы, включавшую плуг собственной конструкции и систему пятипольного земледелия с безотвальной обработкой почвы.
В 1952 году участвовал в работе Всемирного конгресса сторонников мира в Вене.
7 августа 1954 года состоялось Всесоюзное совещание в селе Мальцеве, которое длилось три дня. Совещание состоялось после приезда 14 июля 1954 года в село Никиты Сергеевича Хрущёва. На совещание прибыли более 1000 человек вместо приглашённых 300. В последующие 2,5 года с новой системой приехали познакомиться около 3,5 тысячи человек. Научной частью совещания руководил Трофим Денисович Лысенко.
Сотрудничая с Т. Д. Лысенко, Мальцев занимался ветвистой пшеницей. В последующем он говорил о Лысенко: «Когда был нужен, вознесли до небес; стал не нужен — сбросили в канаву».
Мальцев не поддержал идею Хрущёва о посеве кукурузы в Зауралье, за что Никита Сергеевич назвал его «пшеничным аристократом» и понизил депутатский статус Мальцева до депутата РСФСР. С Леонидом Ильичом Брежневым Мальцев встречался дважды, дома в деревне у него стояли телефонные аппараты правительственной связи, но он очень редко пользовался ими.
В 1969 года — делегат 3-го Всесоюзного съезда колхозников. Почётный академик ВАСХНИЛ (1956 год).
Был делегатом девяти съездов КПСС (XIX съезд КПСС, XX съезд КПСС, XXI съезд КПСС, XXII съезд КПСС, XXIII съезд КПСС, XXIV съезд КПСС, XXV съезд КПСС, XXVI съезд КПСС, XXVII съезд КПСС). Депутат Верховного Совета СССР 2—5 созывов (1946—1962). Депутат Верховного Совета РСФСР. Депутат Курганского областного Совета, начиная с 1943 года.
В результате селекционной деятельности под руководством Терентия Семеновича были выведены и районированы 4 сорта пшеницы — Шадринская, Вера, Курганская-1, Коллективная-2.
Терентий Семёнович Мальцев умер 11 августа 1994 года в селе Мальцево Мальцевского сельсовета Шадринского района Курганской области, ныне село входит в Шадринский муниципальный округ той же области. Похоронен на кладбище села Мальцево.

## Награды и звания
- Дважды Герой Социалистического Труда: 9 ноября 1955 года; 6 ноября 1975 года
  - Золотая медаль «Серп и Молот», дважды: № 6762, 9 ноября 1955 года; № 115, 6 ноября 1975 года
- Орден Ленина, шесть раз: 11 мая 1942 года; № 298482, 9 ноября 1955 года; 23 июня 1966 года; 11 декабря 1973 года; № 423664, 6 ноября 1975 года; 6 ноября 1985 года
- Орден Октябрьской Революции, 8 апреля 1971 года
- Орден Трудового Красного Знамени, дважды: 27 октября 1949 года; 13 декабря 1972 года
- Орден «Знак Почёта», 11 января 1957 года
- Медаль «За доблестный труд в Великой Отечественной войне 1941—1945 гг.»
- Большая золотая медаль ВСХВ, 1940 год
- Большая золотая медаль имени И. В. Мичурина, 1954 год
- Заслуженный работник сельского хозяйства СССР, 1983 год
- Сталинская премия третьей степени, 1946 год — за улучшение сортов зерновых и овощных культур и за разработку и внедрение в сельское хозяйство передовых агротехнических методов земледелия, обеспечивших получение высоких урожаев в условиях засушливого Зауралья
- Премия имени В. Р. Вильямса, 1973 год
- Орден «Звезда дружбы народов» в золоте, 1986 год, Германская Демократическая Республика).
- Почётный академик ВАСХНИЛ, 1956 год.
- Почётный гражданин России и грамота Совета Российской палаты — за особые заслуги перед народом «в деле сохранения и развития лучших традиций российского крестьянства», 1992 год
- Почётный гражданин Курганской области, 29 января 2003 года — посмертно
- Почётный гражданин города Шадринска, 1975 год
- Почётный гражданин Шадринского района, 10 февраля 1993 года[12]
- В 1989 году хлеборобами Центрального аймака Монголии учреждена премия им. Т. С. Мальцева.

## Память
- Улица Терентия Мальцева в городе Курган
- 3 августа 2000 года открыт Дом-музей Т. С. Мальцева в усадьбе, где в 1962–1994 годах он жил и работал, Курганская область, Шадринский муниципальный округ, село Мальцево, ул Школьная, 51 — 56°14′20″ с. ш. 63°26′17″ в. д.HGЯO[13].
- В селе Мальцево в 1977 году установлен бюст дважды Герою Социалистического Труда Мальцеву перед зданием Государственного научного учреждения «Шадринская сельскохозяйственная опытная станция им. Т.С. Мальцева Российской академии сельскохозяйственных наук», Курганская область, Шадринский муниципальный округ, село Мальцево, ул Школьная, 33 — 56°14′26″ с. ш. 63°26′05″ в. д.HGЯO
- 10 ноября 2015 года Кургане открыт мемориал Терентия Семеновича Мальцева в честь 120-летия со дня его рождения. Бронзовую фигуру хлебороба высотой 3,6 метра (скульптор Ольга Юрьевна Красношеина) установили в 3-м микрорайоне Заозёрного жилого массива, в сквере на пересечении улиц Терентия Мальцева и проспекта Маршала Голикова — 55°27′48″ с. ш. 65°16′01″ в. д.HGЯO[14].
- Имя Терентия Семёновича Мальцева носят:
  - Курганская государственная сельскохозяйственная академия имени Т. С. Мальцева
  - Шадринская сельскохозяйственная опытная станция
  - Муниципальное казённое общеобразовательное учреждение «Мальцевская средняя общеобразовательная школа имени Т. С. Мальцева».
- В 2015 году к 120-летию со дня рождения Терентия Семеновича Мальцева выпущены почтовый художественный маркированный конверт тиражом 500 тысяч экземпляров и спецштемпель[15].
- В Курганской области учреждена областная премия имени Терентия Семёновича Мальцева, которая ежегодно вручается за высокие показатели в развитии полеводства.
- Золотая медаль имени Т. С. Мальцева — научная награда, учрежденная в 2016 году Российской академией наук, присуждаемая за выдающиеся работы в области почвозащитного земледелия.
- 2015 год объявлен Годом Терентия Семёновича Мальцева в Курганской области

## Оценки
- Высоко отзывался о работе Терентия Мальцева российский учёный в области экономики и управления сельским хозяйством Николай Кузьмич Долгушкин, выразивший суть мальцевской науки словами: «Земля не терпит шаблона»[16]. В качестве примера Долгушкин приводил «Мальцевский крест»: «Работал он после войны полеводом в родном селе. Весной из обкома пришла телеграмма: „Начать сев 10 мая“. Соседи исполнили приказ. А Мальцев нет. Явился разгневанный товарищ: „Почему не сеете?“. Полевод ответил: „Рано, земля холодная“. Заставили сеять. Весна выдалась затяжная, стылая, в рост пошел овсюг, а не пшеница. Видя такое бедствие, он взял конную дисковую борону и сделал на поле черный крест. Засеял снова. На всем поле был один овсюг, а там, где Мальцев пересеял, пшеничка стояла по грудь»[16].
- Веденей Иванович Архипов брал на вооружение кое-что из методики Т.С. Мальцева, но со многим был не согласен. На одном из совещаний по изучению опыта Терентия Мальцева и по его повсеместному внедрению он выступил с докладом. К этому времени в его опытно-производственном хозяйстве НИИ сельского хозяйства Северного Зауралья урожайность зерновых была уже гораздо выше, чем в хозяйстве Мальцева, на круг получали около 45 центнеров с гектара[17].

## Сочинения
- Через опыт в науку. Сборник статей, 2 изд., Курган, 1955;
- Новая система обработки почвы и посева, М., 1955;
- Думы об урожае, Курган, 1967;
- Земля полна загадок, Челябинск, 1969;
- Вопросы земледелия, 2 изд., М., 1971.
- Мальцев Т. С. Избранные труды. В 3 кн. – Рыбинск: Медиарост, 2024 (Терентий Семёнович Мальцев).

## Семья
Жена Татьяна Ипполитовна (?—1969), девять детей: четыре сына и пятеро дочерей. Трех малышей унесли болезни.
- Сын Константин (1922 — 11.08.1943, Сумская область, Украинская ССР), младший лейтенант, до войны — агроном.
- Сын Савва (1924—1996), работал старшим научным сотрудником на Шадринской опытной станции
- Дочь Анна (1927—1991)
- Сын Василий
- Дочь Валентина Чирятьева, занималась овощеводством, агрохимией, защитой растений.
- Дочь Лидия Лисич, кандидат сельскохозяйственных наук; её муж Лисич Владимир Викторович (4 июня 1934 — 17 марта 2001)